# Église Saint-Félix de Fillols
L'église Saint-Félix de Fillols est une église catholique de style roman située à Fillols, en France.

## Localisation
L'église est située dans le département français des Pyrénées-Orientales, sur la commune de Fillols.

## Historique
L'édifice est classé au titre des monuments historiques en 1941.

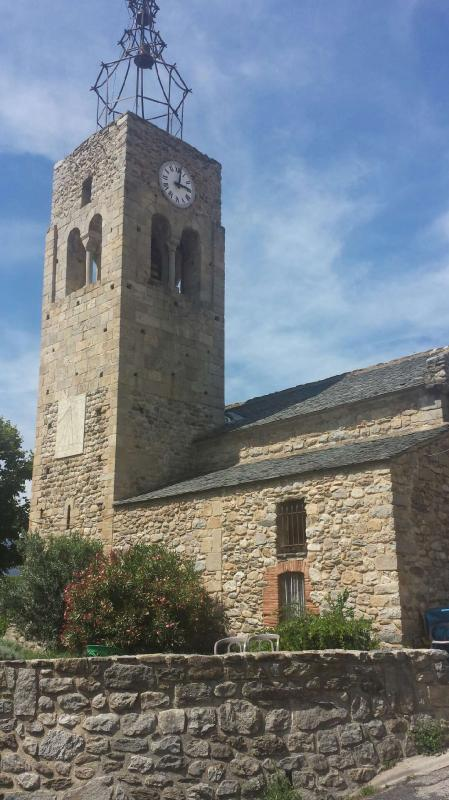
L'église Saint-Félix
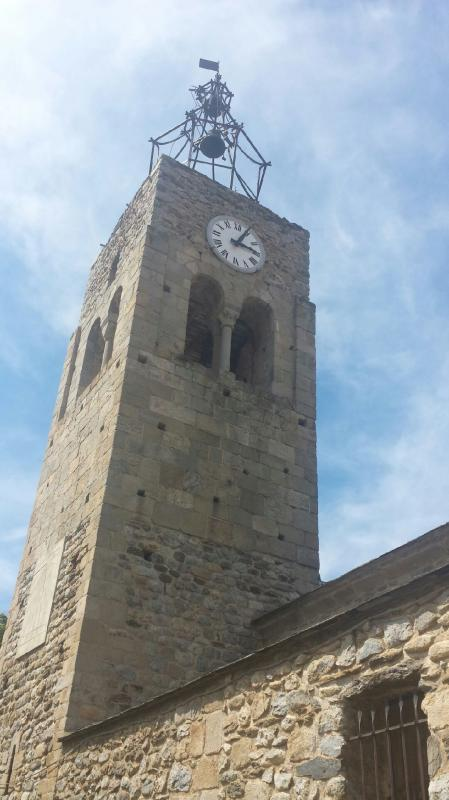
Le clocher
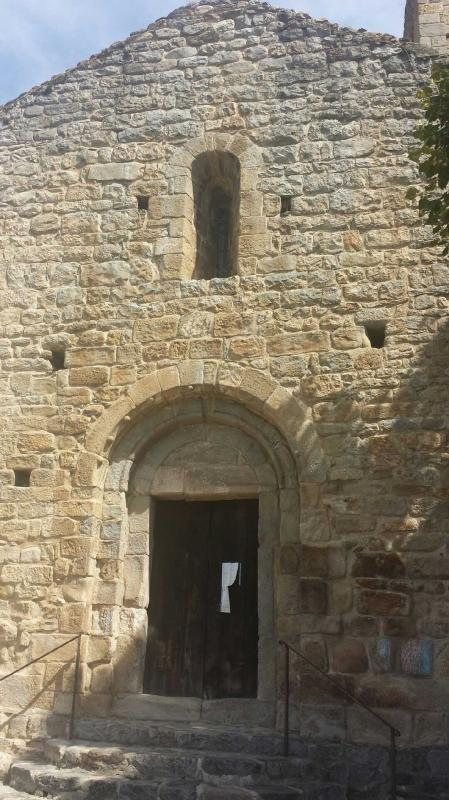
Le portail
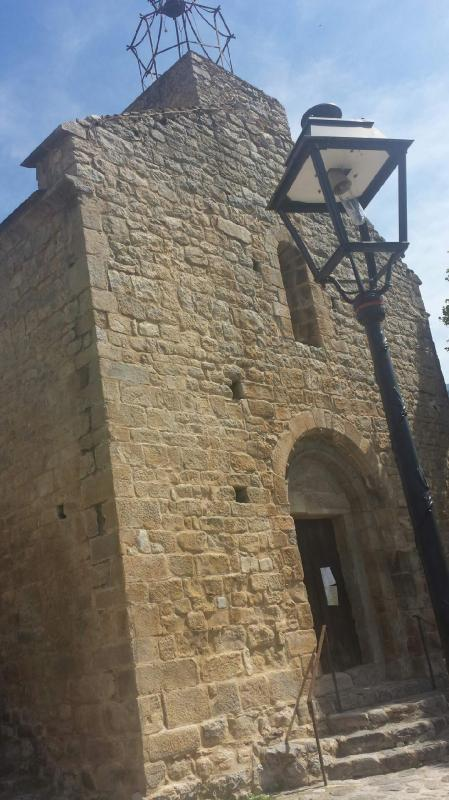
La façade d'entrée